# Bierwart
Bierwart (în valonă Bièrau) este o secțiune a comunei belgiene Fernelmont, situată în Regiunea Valonă, în provincia Namur.
A fost o comună de sine stătătoare înainte de fuziunea comunelor din 1977.
Se afla mai exact între satul Pontillas⁠(d) (comuna Fernelmont, provincia Namur), Hannêche⁠(d) (comuna Burdinne, provincia Liège), Waret-l'Évêque⁠(d) (comuna Héron, tot în provincia Liège) și Forville⁠(d) (comuna Fernelmont, provincia Namur). Acest sat este cunoscut în principal pentru producția sa de melci.

## Demografie
- Sursa: Direcția Generală de Statistică a Belgiei, 1831–1970 = recensăminte ale populației, 1976 = populația la 31 decembrie

## Patrimoniu

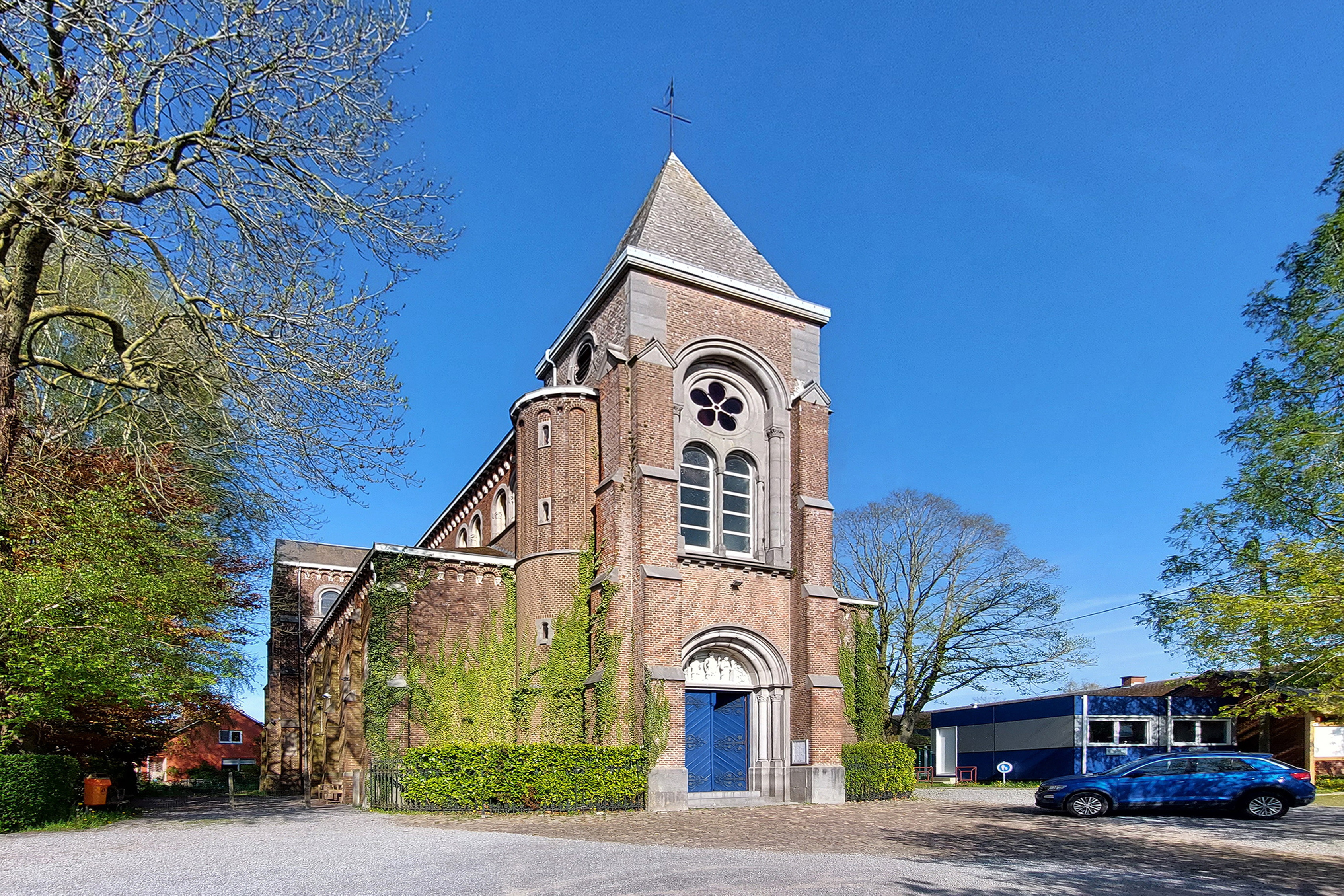
Biserica Saint-Denis

- Biserica Saint-Denis – construită în 1872 în stil neoromanic de arhitectul Blandot[3]; turnul a fost ulterior redus.
- Ferma d'Otreppe – menționată ca proprietate a seniorului de la Haye și a doamnei de Brusse la începutul secolului al XVII-lea[3].
- Castelul-fermă din Bierwart, situat pe strada Hannut – în perioada Vechiului Regim a fost sediul unei seniorii funciare care a trecut, începând cu anul 1675, în posesia familiilor Haneffe, Hun, Hamal și Harscamp[4].